# Kristian Rytter Gruppen
Kristian Rytter Gruppen Holding A/S er en dansk virksomhed med lastbiltransport, grusgravning, entreprenørforretning, brøndboring og miljøservices. Virksomheden har hovedkvarter i Svenstrup. Den blev etableret af Kristian Weisbjerg Rytter i 1996, som også ejer virksomheden. I 2023 havde de ca. 200 ansatte.